# ایرمانت (نیویورک)
ایرمانت، نیو یورک (به انگلیسی: Airmont, New York) یک منطقهٔ مسکونی در ایالات متحده آمریکا است که در ایالت نیویورک واقع شده‌است.

## خصوصیات
ایرمانت ۱۲٫۰ کیلومترمربع مساحت و ۸٬۶۲۸ نفر جمعیت دارد و ۱۷۸ متر بالاتر از سطح دریا واقع شده‌است.